# Grotte de Petnica
La grotte de Petnica (en serbe cyrillique : Петничка пећина ; en serbe latin : Petnička pećina) est située à Petnica, sur le territoire de la Ville de Valjevo et dans le district de Kolubara, en Serbie. Depuis 1950, elle fait l'objet d'une protection au titre des « monuments naturels géologiques » de la part de l'Institut pour la protection de la nature de la République de Serbie,.
La grotte figure sur la liste de World Database on Protected Areas (« Base de données mondiale des aires protégée », en abrégé : WDPA) (identifiant : 328 897) et est classée dans la catégorie III (monument naturel) de l'Union internationale pour la conservation de la nature (en abrégé : UICN).

## Présentation

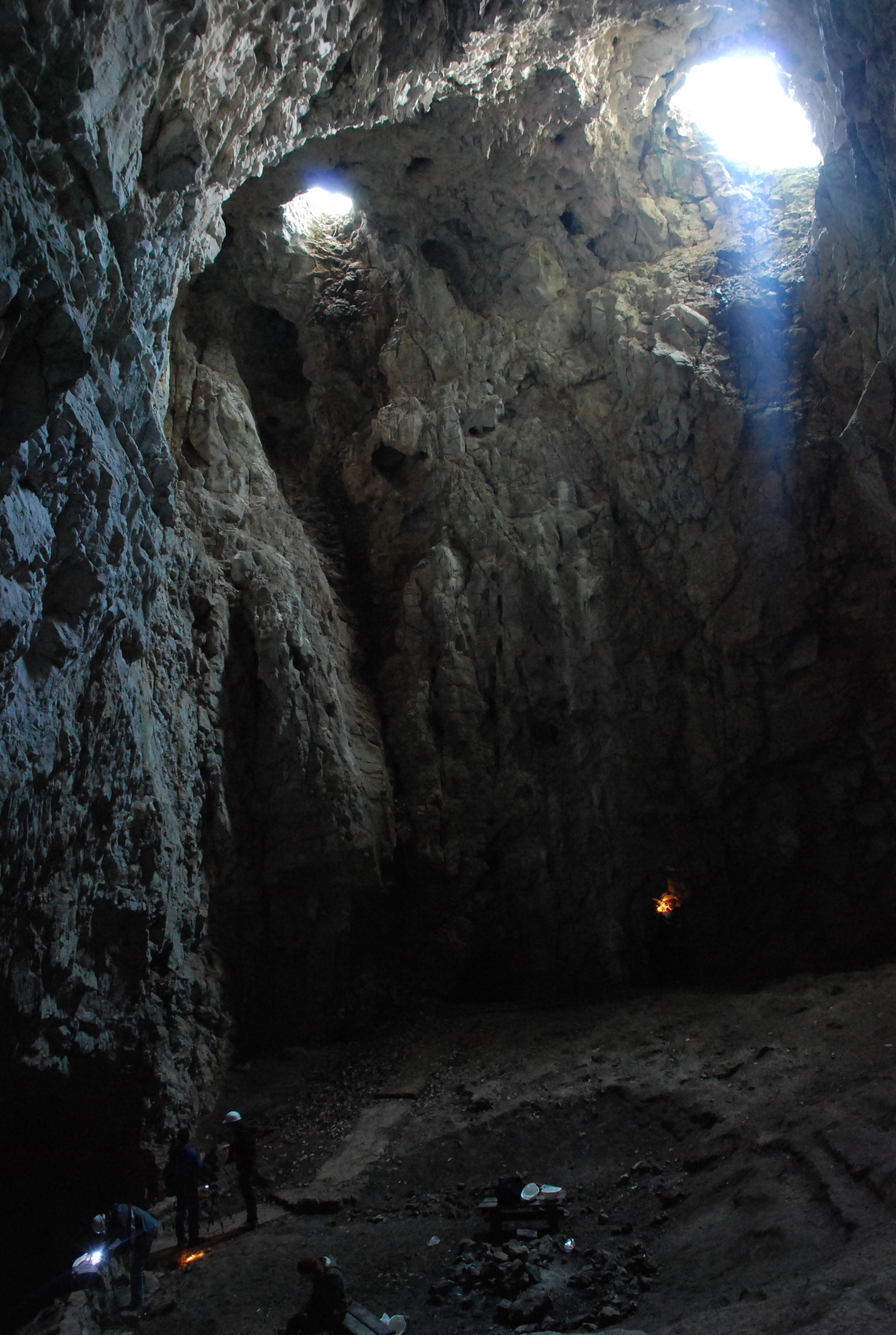
Détail de la « salle de concert ».

La grotte de Petnica est située à 7,5 km au sud-est de Valjevo, là où la plaine de la Kolubara, constituée de sédiments lacustres, rencontre les pentes abruptes et boisées des collines d'Osoj. La grotte s'est formée dans une falaise karstique remontant au Trias,, sous l'effet du travail de l'eau et des processus chimiques de l'eau dans le calcaire.
La grotte est constituée de deux parties, que le Dr. Radenko Lazarević a appelées « grotte supérieure » et « grotte inférieure » (en serbe : Gornja i Donja pećina) ; l'entrée de la grotte inférieure, qui prend la forme d'un triangle, est située à une altitude de 178,86 m ; elle mesure 13,6 m de large et 9 m de haut. La falaise au-dessus de l'entrée mesure 14 m de haut. Dans le prolongement de l'entrée, les parois et les plafonds se rapprochent progressivement et, à 31 m, ils se rejoignent à l'endroit où jaillit la Banja (« le bain »), une source périodique et intermittente ; le débit moyen de la Banja est de 280 l/s et il varie de 100 à 1 650 l/s ; cette source doit sans doute son nom au caractère relativement constant de sa température, 9 °C, qui l'empêche de geler en hiver et la rend fraîche en été. L'entrée de la grotte supérieure, quant à elle, se trouve à une hauteur de 199,59 m et elle est fermée par une porte métallique.
La grotte de Petnica est de type ramifié, c'est-à-dire qu'elle se compose de plusieurs unités : salles, rétrécissements et passes (ou canaux) ; elle est ainsi constituée de 11 unités spéléo-morphologiques naturelles,,, qui s'étendent sur une longueur de 580 m et couvrent une superficie est de 3 393,5 m2. La plus grande des salles est surnommée « la salle de concert » (Koncertna dvorana) ou « la salle des visions » (Sala sa vigledima), ; elle mesure 27 m de long pour une largeur maximale de 22 m, avec une hauteur maximale de 20 m. Le plafond de cette salle est percé de deux grandes ouvertures, qui l'éclairent de la lumière tamisée du jour ; ces deux ouvertures s'expliquent par le développement de la grotte en hauteur, ce qui a conduit à une diminution de l'épaisseur de la paroi supérieure, conduisant à un affaiblissement de sa résistance et à un effondrement partiel. La salle de concert est reliée à la grotte inférieure grâce à un couloir-escalier escarpé. La « salle du dragon » (Zmajeva dvorana) abrite un ponor, une configuration typique des reliefs karstiques, qui fait 20 m de long, 10 m de large et 8 m de profondeur et dont le niveau d'eau est variable ; cette salle est ainsi nommée d'après une légende selon laquelle serait habitée par un dragon vivant dans le lac (c'est-à-dire le ponor) ; lorsqu'il remue sa queue à la surface du lac, des bulles apparaissent et lorsqu'il boit de l'eau, le niveau du lac baisse. Les autres unités sont la « salle de la Banja » (Banjska dvorana), qui correspond à la grotte inférieure, la « salle haute » (Visoka dvorana), la « gorge » (Ždrelo), la « salle de l'ours » (Medveđa dvorana), la « passe des abysses » (Kanal sa Ambisom), la « passe du coude » (Laktasti kanal), la « passe de la source droite et gauche » (Levi i Desni izvorišni kanal) et la « passe de la Banja souterraine » (Kanal podzemne Banje).

## Exploration et archéologie

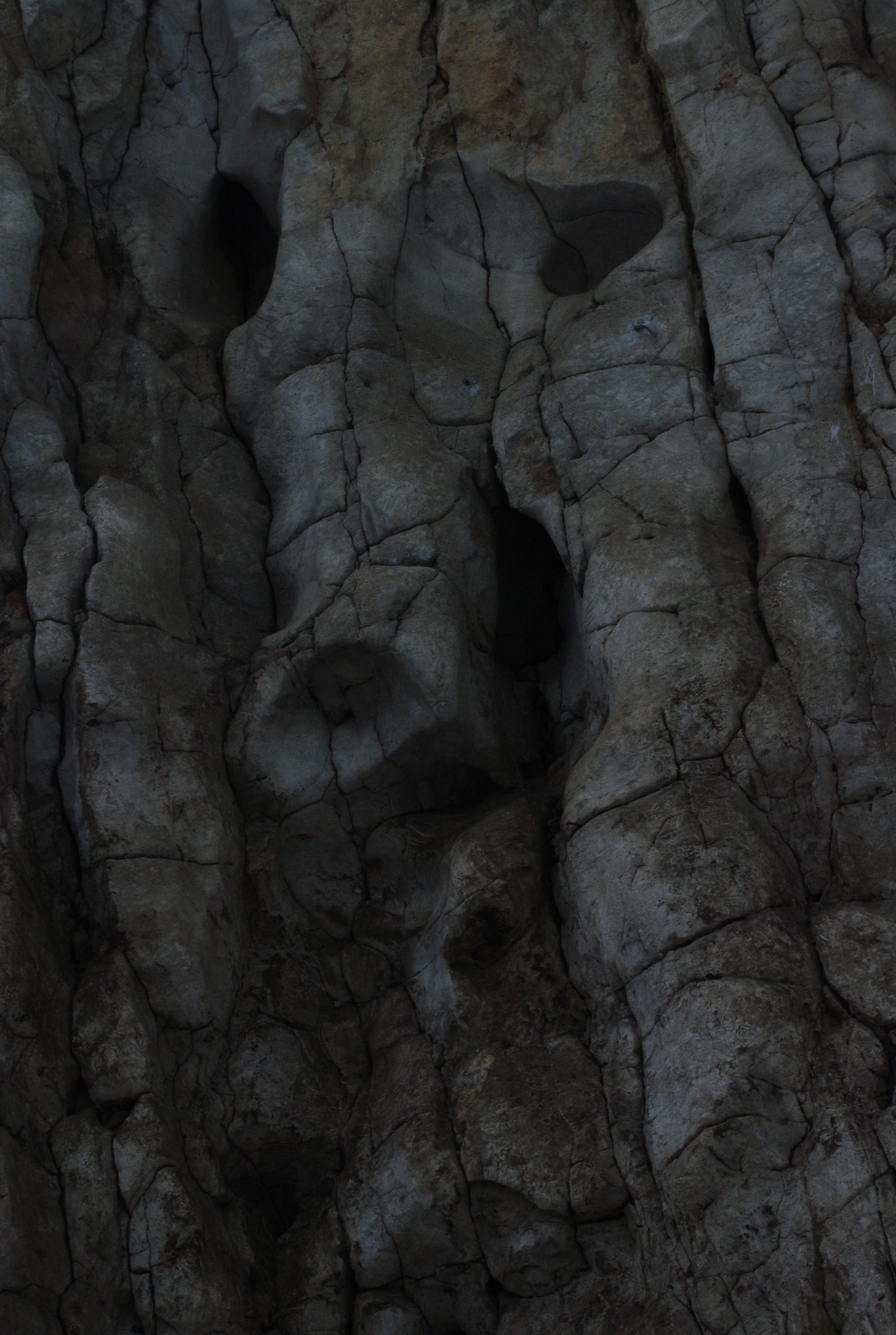
Formation rocheuse dans la salle de concert.

Les premières notes sur la grotte de Petnica ont été laissées par l'écrivain serbe Joakim Vujić (1772-1847) lors de son passage à Valjevo et à Petnica en 1826 ; il a enregistré des détails sur les salles supérieures et inférieures, mentionné le débit irrégulier de la rivière Banja et écrit que la salle supérieure est si vaste qu'« on peut la traverser pendant une heure puis ressortir dans le village de Žabari ».
La grotte de Petnica est devenue un site d'étude géologique et archéologique au XIXe siècle. Jovan Cvijić (1865-1927), académicien, géographe, spécialiste de géomorphologie, également connu pour ses travaux d'anthropologie et d'ethnographie, a effectué les premières recherches spéléologiques dans la grotte en 1893 et 1911 ; il a alors donné un aperçu des dimensions de ses différentes parties, un plan schématique de la grotte supérieure, un compte-rendu sur son système hydrologique et sa morphogenèse ; à l'époque, il a estimé que la longueur de la grotte supérieure était de 420 m. En 1949, des recherches spéléologiques plus poussées ont été menées par Branislav Jovanović (1921-1984) et son équipe ; ces recherches ont abouti à l'établissement de mesures plus précises avec un plan, des dessins de l'intérieur et une carte des environs de la grotte ; la plus grande attention a été portée à la genèse de la grotte ; à cette occasion, un film a été réalisé, montrant le passage entre la grotte supérieure et la grotte inférieure.
Les fouilles archéologiques ont permis de mettre en évidence que la grotte a servi d'habitat humain au Paléolithique et qu'elle contenait de riches sédiments contenant des vestiges de la faune de la dernière période glaciaire. Parmi les espèces éteintes d'animaux dont on a trouvé la trace, on peut citer l'Ours des cavernes (Ursus spelaeus), qui a vécu au Pléistocène supérieur, et la Hyène des cavernes (Crocuta crocuta spelaea), disparue il y a environ 11 000 ans.

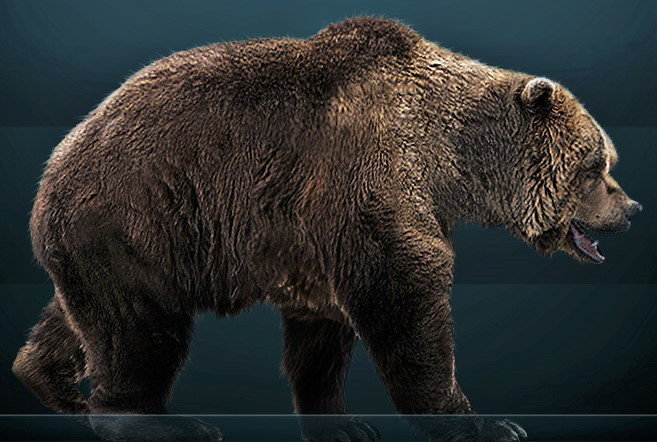
Reconstitution d'un Ours des cavernes.
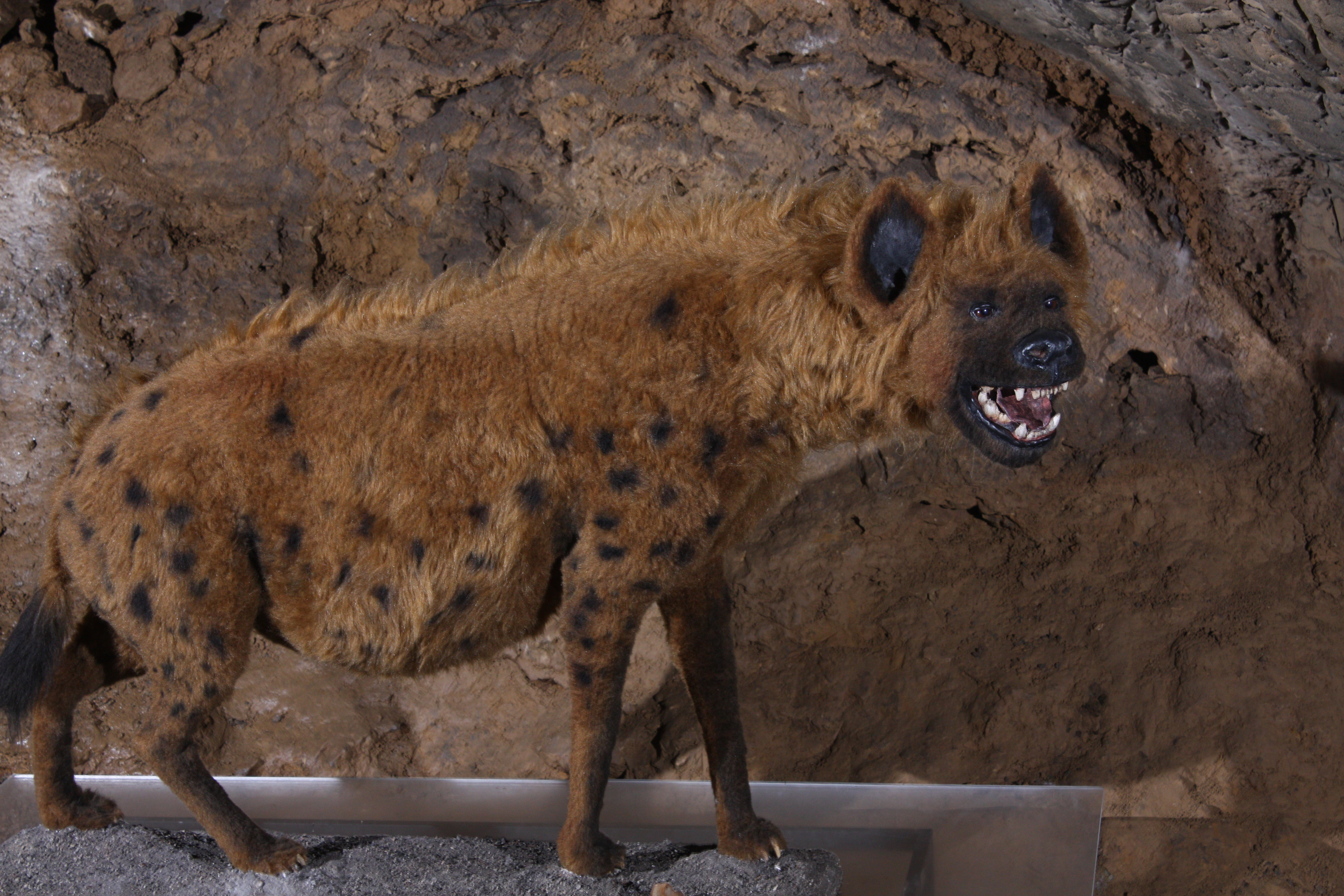
Reconstitution d'une Hyène des cavernes.

## Faune et flore

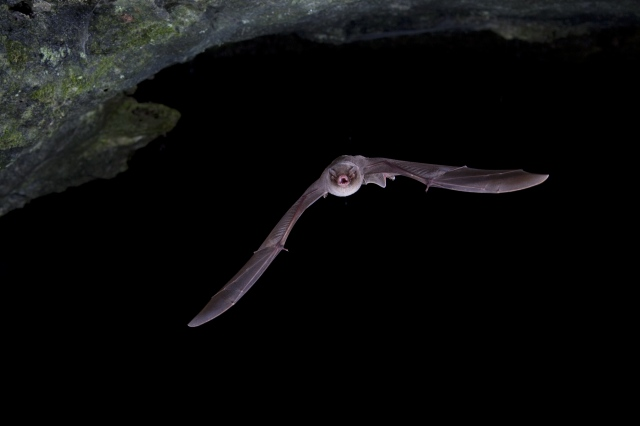
Le Minioptère de Schreibers en vol.

La grotte de Petnica abrite une grande colonie permanente de chauves-souris, comme le Petit rhinolophe fer à cheval, le Rhinolophe euryale, le Grand Murin (Myotis myotis) et le Minioptère de Schreibers (Miniopterus schreibersii), cette dernière espèce étant considérée comme « vulnérable » par l'UICN. Parmi les mammifères présents sur le site de la grotte, on peut citer le Lièvre (Lepus), la Taupe d'Europe (Talpa europaea), le Grand Campagnol (Arvicola terrestris), le Campagnol roussâtre (Clethrionomys glareolus), le Campagnol agreste (Microtus arvalis-agrestis), le Mulot sylvestre (Apodemus sylvaticus) et le Renard roux (Vulpes vulpes).

## Activités humaines, tourisme

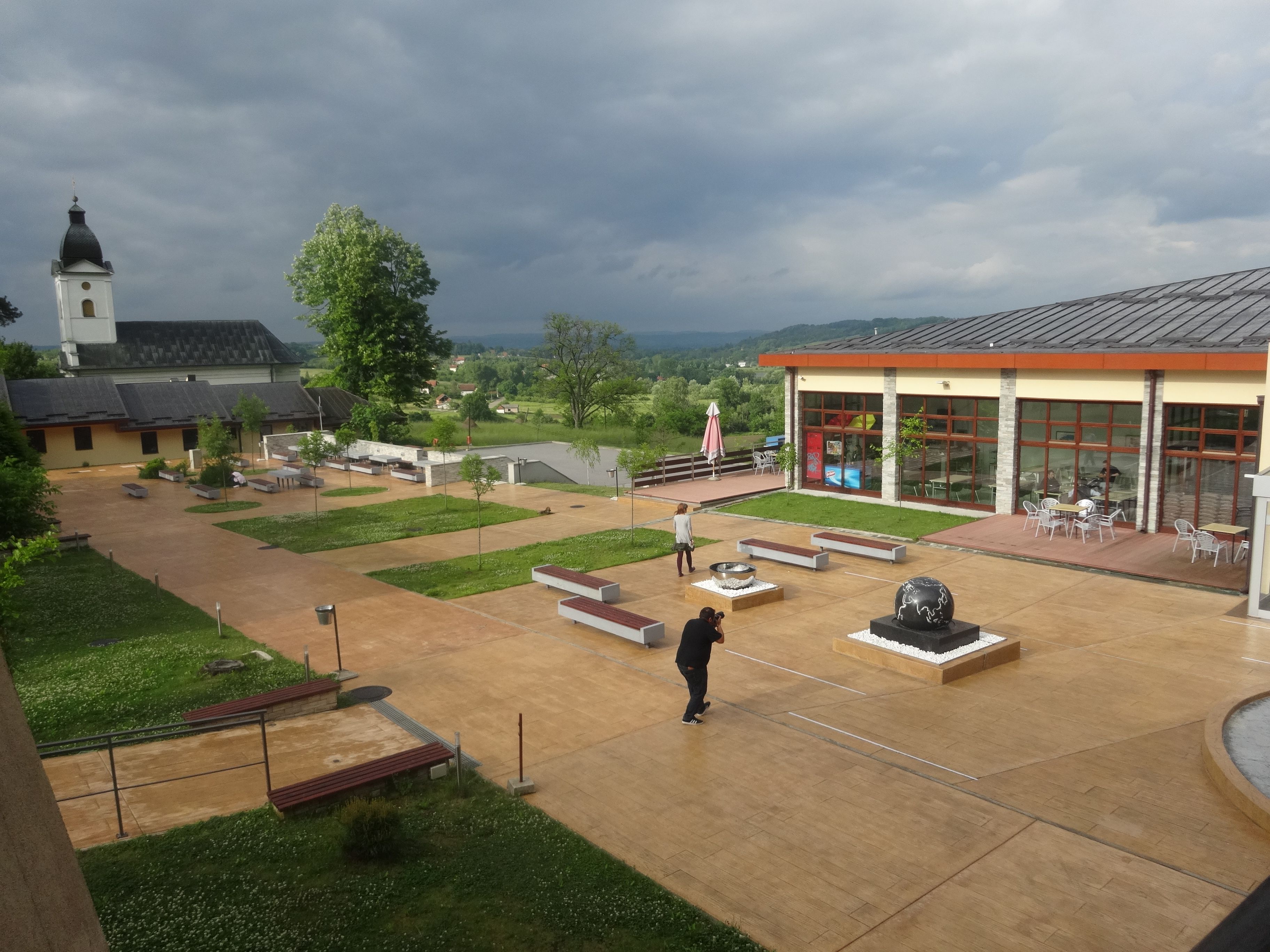
Le Centre de recherche de Petnica, avec l'église de la Dormition-de-la-Mère de Dieu en arrière plan.

La petite rivière Banja, qui jaillit de la grotte, faisait fonctionner un moulin, à la place duquel se trouve aujourd'hui une petite centrale hydroélectrique, d'une puissance de 12 kW.
Non loin de la grotte se trouve l'église de la Dormition-de-la-Mère-de-Dieu de Petnica, construite en 1866 à l'emplacement d'un édifice plus ancien ; cette église est inscrite sur la liste des monuments culturels protégés de la République de Serbie (identifiant no SK 2028).
Le Centre de recherche de Petnica (Istraživačka stanica Petnica) est également situé à proximité de la grotte et, un peu plus loin, se trouve le Centre de sports et de loisirs de Petnica (Sportsko rekreativni centar Petnica), avec la plage la plus fréquentée de la région, sur la rive gauche de la rivière Banja.
Le site de la grotte a été organisé pour des visites touristiques en 1990. selon un projet de Radovan Lazarević ; pour ces visites, une partie de la grotte a été aménagée, avec un sentier touristique de 414 m. En 2003, l'entreprise privée Vujić, qui a ouvert une usine d'embouteillage d'eau minérale naturelle non gazeuse à proximité, a restauré les voies d'accès à la grotte et au moulin et a rendu la grotte inférieure à son état d'origine ; un restaurant a été construit sur le site.
La grotte est également le but d'excursions spéléologiques.